# Pit Gottschalk

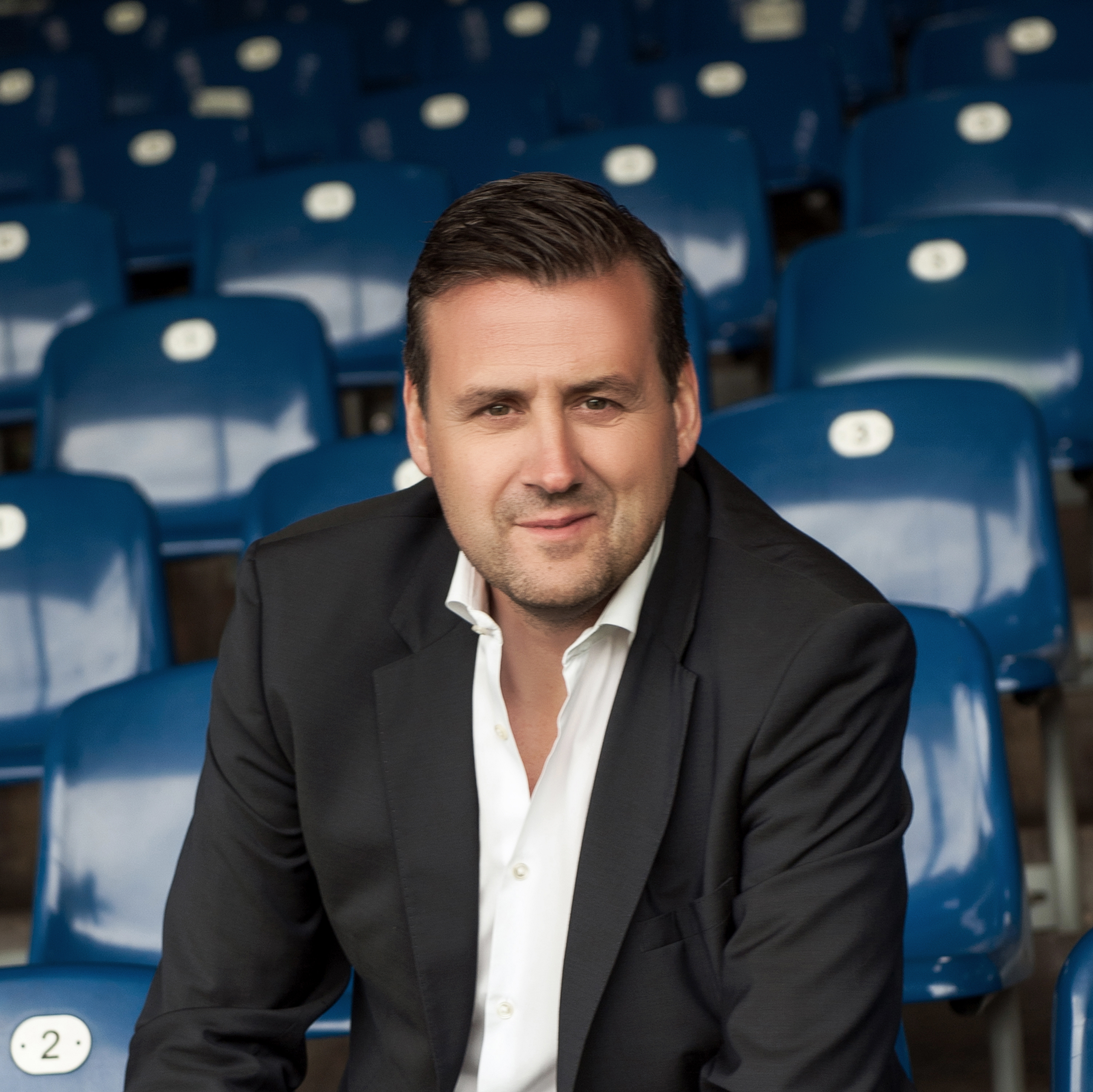
Sportjournalist Pit Gottschalk

Pit Gottschalk (* 9. August 1968 in Aachen) ist ein deutscher Sportjournalist.

## Werdegang
Der in Roetgen aufgewachsene Gottschalk war Schüler des St.-Michael-Gymnasiums in Monschau und Mitglied des FC Roetgen. Er war ab 1984 für die Aachener Nachrichten tätig, zunächst als freier Mitarbeiter, dann als Redakteur. Von 1990 bis 1992 gehörte Gottschalk als Volontär zur Belegschaft des Mitteldeutschen Express in Halle und arbeitete zwischen 1992 und 1994 als Sportberichterstatter für die Abendzeitung in München.
1994 wechselte er zur Sport Bild, war für diese bis 1998 beschäftigt und stieg zum Chefreporter der Zeitschrift auf. Zwischen 1998 und 2002 war Gottschalk Sportchef bei Welt und Welt am Sonntag. Er kehrte zur Sport Bild zurück, war 2002 stellvertretender Chefredakteur sowie von 2003 bis 2009 Chefredakteur. In diesem Amt war er Herausgeber mehrerer Fußballbücher, darunter Fussball-WM 2006, Die größten Spiele der WM-Geschichte 1930-2006 und Fußball-EM 2004.
Zu Jahresbeginn 2009 trat er beim Unternehmen Axel Springer SE die Leitung des Vorstandsbüros Zeitungen an und war in diesem Amt unmittelbar dem Vorstandsvorsitzenden Mathias Döpfner unterstellt. Ab 2012 verantwortete Gottschalk bei dem Unternehmen den neugeschaffenen Geschäftsbereich Mehrfachverwertung digitaler Inhalte, in dem er unter anderem für mehrere Internetangebote und Datenbanken zuständig wurde. Im Sommer 2015 beendete Gottschalk diese Tätigkeit.
Er machte sich selbstständig, beriet Redaktionen und baute ein Unternehmen für Journalistenschulung auf. Zu Jahresbeginn 2016 wechselte Gottschalk zur Funke Mediengruppe und war für diese bis Jahresende 2018 als Sport-Chefredakteur tätig. 2019 erschien sein Buch Kabinengeflüster. Meine verrückten Erlebnisse als Fußballreporter. Im Januar 2020 nahm Gottschalk seinen Dienst als gesamtverantwortlicher Chefredakteur von Sport1 auf, im September 2020 rückte er in die Geschäftsleitung der Sport1 GmbH auf.
Mitte Juni 2023 wurde bekannt, dass Gottschalk von seinen Aufgaben bei Sport1 entbunden wurde und das Unternehmen verlassen hat. Inzwischen betreibt Gottschalk einen Fußball-Newsletter und moderiert mit Christian Pfennig für das Deutsche Fußballmuseum in Dortmund den Legenden-Podcast Wie war das damals?.